# Arabisk guldvingefink
Arabisk guldvingefink (Rhynchostruthus percivali) är en kraftig och fåtalig fink som enbart förekommer i sydvästra hörnet på Arabiska halvön. Arten minskar i antal och kategoriseras som nära hotad av IUCN.

## Kännetecken

### Utseende
Arabisk guldvingefink är en medelstor (15 centimeter lång), kraftig och rätt kortstjärtad fink med stort huvud och kraftig näbb. Adulta hanar är generelt gråbruna med svart näbb, vita kinder, mörk ögonmask och lysande gula fläckar på vingar och stjärt. Honan har ett likartat utseende men är dovare i färgerna, medan ungfåglarna är streckade och saknar de vuxna fåglarnas huvudteckning.

### Läten
Sången är en svamlande ömsom musikalisk, ömsom disharmonisk skrällande ramsa.

## Utbredning
Fågeln förekommer enbart på den sydvästra delen av Arabiska halvön, i sydvästra Saudiarabien, sydvästra Oman och västra Jemen. Mellan Aden och al-Mukalla har inga fynd gjorts sedan 1950, vilket tolkas som att den är väldigt sällsynt eller utgången i det området.

## Systematik
Guldvingefinkarna i Rhynchostruthus är nära släkt med ökenfink (Rhodospiza obsoleta) och grönfinkarna i Chloris.  Arten behandlas som monotypisk, det vill säga att den inte delas in i några underarter. Fågeln behandlas tidigare som underart till R. socotranus och vissa gör det fortfarande, bland annat i verket Handbook of Western Palearctic Birds (Shirihai & Svensson 2018).

## Levnadssätt
Fågeln återfinns dels i Jemen i högbelägen klippig busktäckt terräng med inslag av enar, akacia, törel och Anogeissus/Compiphora-skogar, dels i Oman i branta dalar och frodiga sluttningar mot havet med baobab, Comiphora habessinica och törel. Den lever huvudsakligen av frukt och frön.

## Status
Arabisk guldvingefink är generellt fåtalig och svårt att finna. Världspopulationen uppskattas till endast 3000 par, varav 500 par i Saudiarabien, 500 i Oman och 2000 i Jemen. Den tros också minska i antal, möjligen på grund av habitatförstörelse. Internationella naturvårdsunionen IUCN kategoriserar därför arten som nära hotad..

## Taxonomi och namn
Fågeln beskrevs som art först år 1900 av skotske ornitologen William Robert Ogilvie-Grant. Dess vetenskapliga artnamn hedrar Arthur Blayney Percival (1875-1941), brittisk ornitolog verksam i Arabien och södra Afrika.